# Oscar Bobb
Oscar Bobb (Oslo, 12 luglio 2003) è un calciatore norvegese di origini gambiane, attaccante del Manchester City e della nazionale norvegese.

## Caratteristiche tecniche
Considerato uno dei prospetti più interessanti d'Europa e della Norvegia, gioca principalmente come ala destra, ma può essere versatile anche come trequartista e punta centrale.

## Carriera

### Club

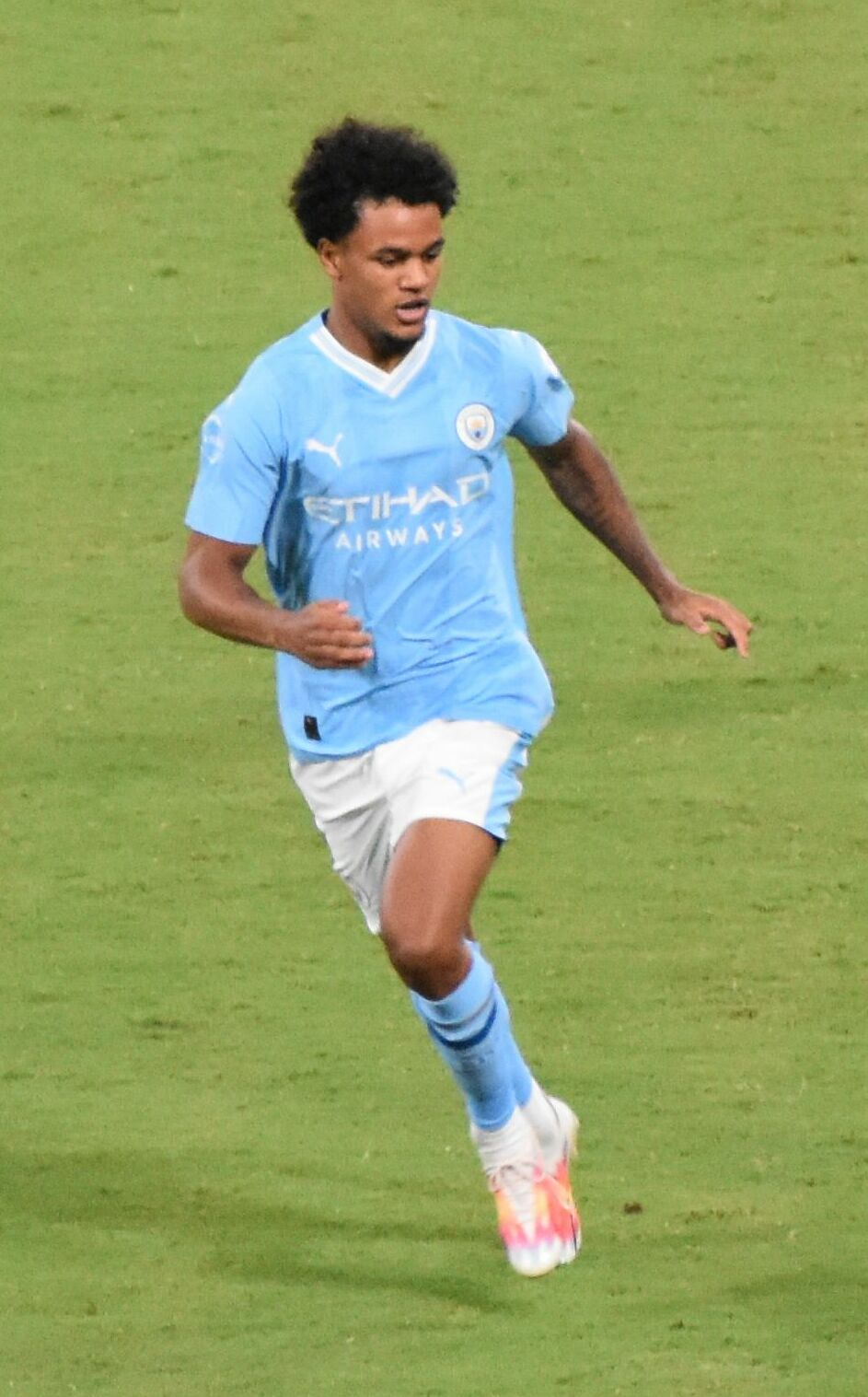
Bobb con la maglia del Manchester City nel 2023.

Dopo essere cresciuto nelle giovanili del Lyn e del Vålerenga, nel 2019 è approdato nelle trafile del Manchester City. Si fa ben presto spazio nelle giovanili a suon di gol ed assist vincendo al suo primo anno la FA Youth Cup, nella quale colleziona 3 presenze. Nel suo secondo anno vince la Premier League U18 andando a segno anche nella finale. La stagione consecutiva conquista il suo secondo trofeo a livello giovanile, vincendo la Premier League 2. Nella stessa stagione inizia anche ad allenarsi con la prima squadra, venendo anche convocato per il terzo turno di FA Cup del 7 gennaio 2022 vinto per 4-1 contro lo Swindon Town, senza scendere in campo.
A partire dalla stagione 2023-2024 viene promosso in pianta stabile in prima squadra. Il 16 agosto 2023 vince il suo primo trofeo da professionista conquistando la Supercoppa UEFA contro il Siviglia ai rigori, senza però scendere in campo. Il 2 settembre successivo, debutta con i Citizens subentrando nella quarta giornata di Premier League vinta per 5-1 contro il Fulham. Dieci giorni più tardi fa il suo debutto nelle competizioni europee nella prima giornata della fase a gironi della Champions League vinta per 3-1 contro la Stella Rossa. Proprio contro la Stella Rossa, il 13 dicembre successivo, segna il suo primo gol nei professionisti nell'ultima gara della fase a gironi della Champions League vinta per 3-2. Dopo essere subentrato in campo nella semifinale vinta per 3-0 contro l'Urawa Red Diamonds, scende in campo anche nella finale della Coppa del Mondo vinta per 4-0 contro la Fluminense, conquistando un altro trofeo. Un mese più tardi, trova il suo primo gol in campionato segnando la rete della vittoria nei minuti di recupero della sfida esterna contro il Newcastle (2-3). Al termine della stagione vince anche la Premier League, concludendo la sua annata con 26 presenze e 2 reti.
Inizia al meglio la nuova stagione con la vittoria della Community Shield per 2-1 sui rivali del Manchester United, dove fornisce l'assist per il gol di Bernardo Silva e viene premiato come miglior giocatore del torneo al termine della partita.

### Nazionale
Dopo avere rappresentato le nazionali giovanili norvegesi, il 12 ottobre 2023 ha esordito in nazionale maggiore nel successo per 0-4 contro Cipro, valevole per le qualificazioni al campionato d'Europa 2024. Il 16 novembre seguente realizza il suo primo gol per la massima selezione norvegese nel successo per 2-0 in amichevole contro le Fær Øer.

## Statistiche

### Presenze e reti nei club
Statistiche aggiornate al 10 agosto 2024.
| Stagione        | Squadra         | Campionato      | Campionato | Campionato | Coppe nazionali | Coppe nazionali | Coppe nazionali | Coppe continentali | Coppe continentali | Coppe continentali | Altre coppe | Altre coppe | Altre coppe | Totale | Totale |
| Stagione        | Squadra         | Comp            | Pres       | Reti       | Comp            | Pres            | Reti            | Comp               | Pres               | Reti               | Comp        | Pres        | Reti        | Pres   | Reti   |
| --------------- | --------------- | --------------- | ---------- | ---------- | --------------- | --------------- | --------------- | ------------------ | ------------------ | ------------------ | ----------- | ----------- | ----------- | ------ | ------ |
| 2023-2024       | Manchester City | PL              | 14         | 1          | FACup+CdL       | 5+1             | 0               | UCL                | 4                  | 1                  | CS+SU+Cmc   | 0+0+2       | 0           | 26     | 2      |
| 2024-2025       | Manchester City | PL              | 0          | 0          | FACup+CdL       | 0               | 0               | UCL                | 0                  | 0                  | CS+Cmc      | 1+1         | 0+1         | 2      | 1      |
| Totale carriera | Totale carriera | Totale carriera | 14         | 1          |                 | 6               | 0               |                    | 4                  | 1                  |             | 4           | 1           | 28     | 3      |

### Cronologia presenze e reti in nazionale
| Cronologia completa delle presenze e delle reti in nazionale ― Norvegia | Cronologia completa delle presenze e delle reti in nazionale ― Norvegia | Cronologia completa delle presenze e delle reti in nazionale ― Norvegia | Cronologia completa delle presenze e delle reti in nazionale ― Norvegia | Cronologia completa delle presenze e delle reti in nazionale ― Norvegia | Cronologia completa delle presenze e delle reti in nazionale ― Norvegia | Cronologia completa delle presenze e delle reti in nazionale ― Norvegia | Cronologia completa delle presenze e delle reti in nazionale ― Norvegia |
| Data                                                                    | Città                                                                   | In casa                                                                 | Risultato                                                               | Ospiti                                                                  | Competizione                                                            | Reti                                                                    | Note                                                                    |
| ----------------------------------------------------------------------- | ----------------------------------------------------------------------- | ----------------------------------------------------------------------- | ----------------------------------------------------------------------- | ----------------------------------------------------------------------- | ----------------------------------------------------------------------- | ----------------------------------------------------------------------- | ----------------------------------------------------------------------- |
| 12-10-2023                                                              | Larnaca                                                                 | Cipro                                                                   | 0 – 4                                                                   | Norvegia                                                                | Qual. Euro 2024                                                         | -                                                                       | 63’                                                                     |
| 15-10-2023                                                              | Oslo                                                                    | Norvegia                                                                | 0 – 1                                                                   | Spagna                                                                  | Qual. Euro 2024                                                         | -                                                                       | 31’ 58’                                                                 |
| 16-11-2023                                                              | Oslo                                                                    | Norvegia                                                                | 2 – 0                                                                   | Fær Øer                                                                 | Amichevole                                                              | 1                                                                       | 67’                                                                     |
| 19-11-2023                                                              | Glasgow                                                                 | Scozia                                                                  | 3 – 3                                                                   | Norvegia                                                                | Qual. Euro 2024                                                         | -                                                                       | 89’                                                                     |
| 22-3-2024                                                               | Oslo                                                                    | Norvegia                                                                | 1 – 2                                                                   | Rep. Ceca                                                               | Amichevole                                                              | 1                                                                       | 75’                                                                     |
| 26-3-2024                                                               | Oslo                                                                    | Norvegia                                                                | 1 – 1                                                                   | Slovacchia                                                              | Amichevole                                                              | -                                                                       | 62’                                                                     |
| 5-6-2024                                                                | Oslo                                                                    | Norvegia                                                                | 3 – 0                                                                   | Kosovo                                                                  | Amichevole                                                              | -                                                                       | 62’                                                                     |
| 8-6-2024                                                                | Brøndbyvester                                                           | Danimarca                                                               | 3 – 1                                                                   | Norvegia                                                                | Amichevole                                                              | -                                                                       | 88’                                                                     |
| 6-6-2025                                                                | Oslo                                                                    | Norvegia                                                                | 3 – 0                                                                   | Italia                                                                  | Qual. Mondiali 2026                                                     | -                                                                       | 75’                                                                     |
| 9-6-2025                                                                | Tallinn                                                                 | Estonia                                                                 | 0 – 1                                                                   | Norvegia                                                                | Qual. Mondiali 2026                                                     | -                                                                       | 46’ 90’                                                                 |
| Totale                                                                  |                                                                         | Presenze                                                                | 10                                                                      |                                                                         | Reti                                                                    | 2                                                                       |                                                                         |

## Palmarès

### Club

#### Competizioni giovanili
- FA Youth Cup: 1

Manchester City: 2019-2020

#### Competizioni nazionali
- Campionato inglese: 1

Manchester City: 2023-2024
- Community Shield: 1

Manchester City: 2024

#### Competizioni internazionali
- Supercoppa UEFA: 1

Manchester City: 2023
- Coppa del mondo per club: 1

Manchester City: 2023

### Individuale
- Miglior giocatore della Community Shield: 1

2024